# Rudolf von Sebottendorff
Rudolf von Sebottendorff (født Gauber 9. november 1875 i Hoyerswerda, Tyskland – 8./9. maj 1945 i Istanbul) var en af hovedmændene bag Thuleselskabet, en tysk okkult organisation grundlagt i mellemkrigstiden, der inspirerede mange tyske nationalsocialister. Sebottendorff var inspireret af både Guido von List og Jörg Lanz von Liebenfels.

## Virke
Rudolf von Sebottendorff deltog i forskellige ariosofiske grupper i München 1918-1920, hvor det nationalsocialistiske parti har sin oprindelse. Sebottendorff var en af hovedmændene bag Thuleselskabet, der tog form omkring 1918 som en udløber af Germanenorden, der blev stiftet i 1912 under ledelse af Hermann Pohl og Theodor Fritsch. Thuleselskabets primære aktivitet bestod af møder og foredrag. De blev senere suppleret med aktivitet inden for avisverdenen samt engagement i den højspændte politiske situation, der herskede umiddelbart efter 1. verdenskrig. Sebottendorf benyttede sig af ariosofiske begreber og symbolik samt ideerne om runer og Thule. Hans idé om Odin, Vile og Ve som en treenighed er en direkte assimilation af Guido von Lists ideer. Sebottendorf angiver i sin bog Bevor Hitler Kam: Urkundliches aus der Frühzeit der nationalsozialistischen Bewegung (München 1934), at Thuleselskabet var det primære arnested for den nationalsocialistiske magtovertagelse. Det er delvist underbygget af Reginald Phelps' arkivundersøgelser. Sebottendorff faldt i unåde hos nationalsocialisterne på grund af sine krav om at være den direkte forløber for nationalsocialismen. Han var fængslet i kort tid . 
Sebottendorff begik selvmord d. 8. eller 9. maj 1945.

## Eksterne links
- Sebottendorffs Biografi